# Getto w Częstochowie

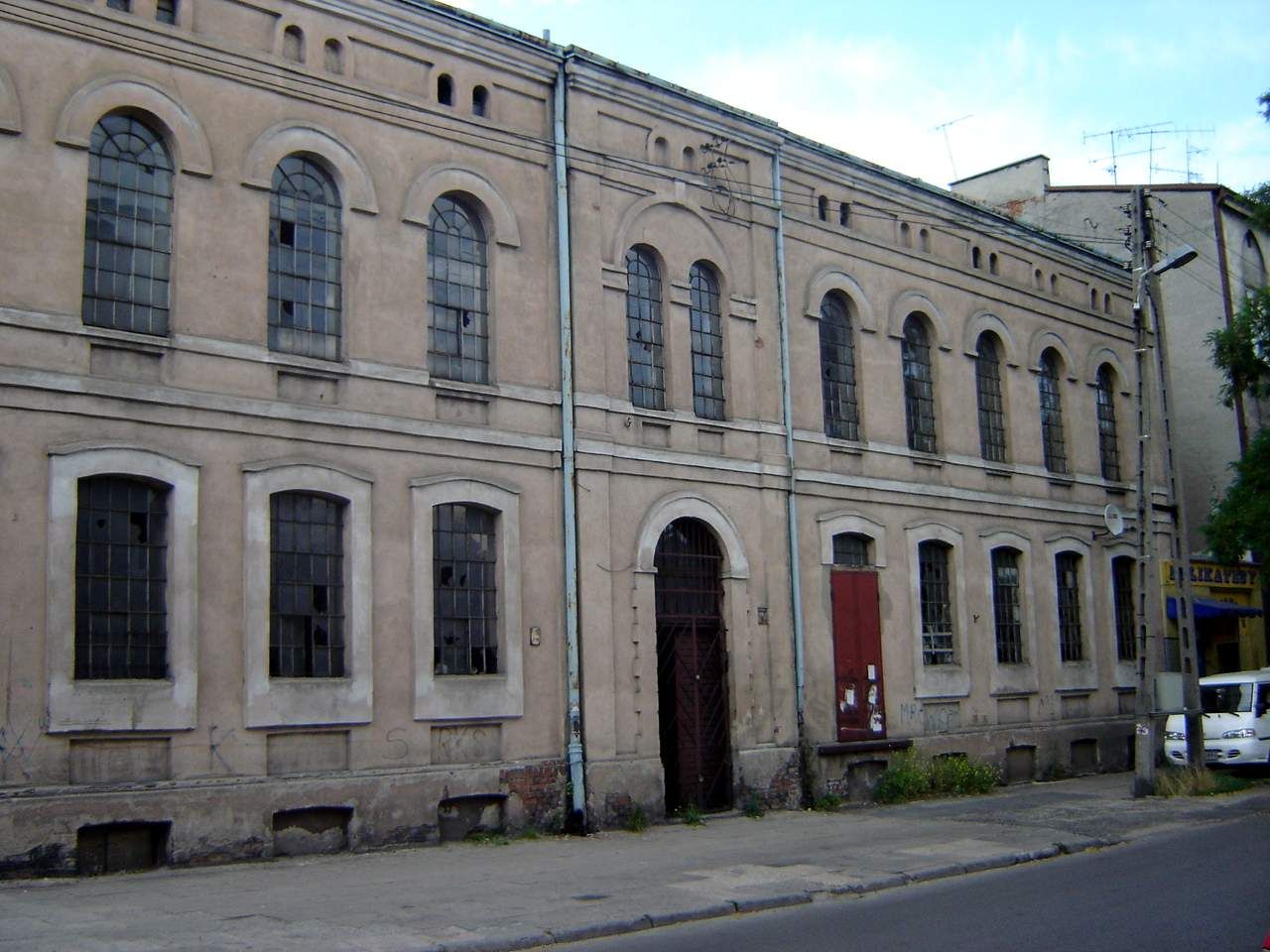
Mykwa przy ul. Garibaldiego, zdjęcie współczesne. Część „dużego getta”

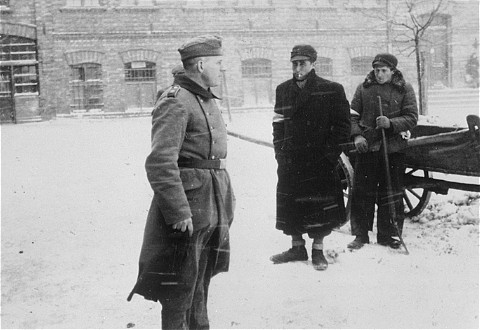
Niemiecki żołnierz i dwaj Żydzi odśnieżający ulicę

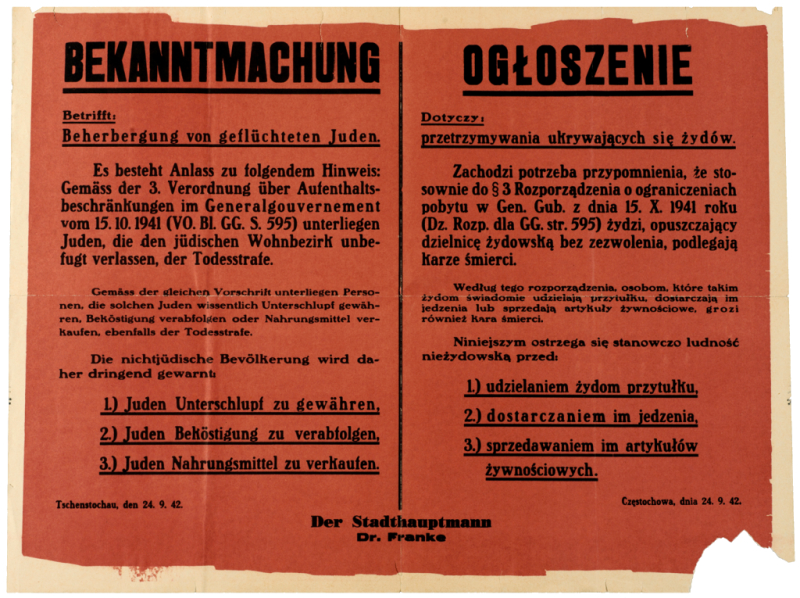
Obwieszczenie Stadthauptmanna Dr. Franke w Częstochowie z 24 września 1942

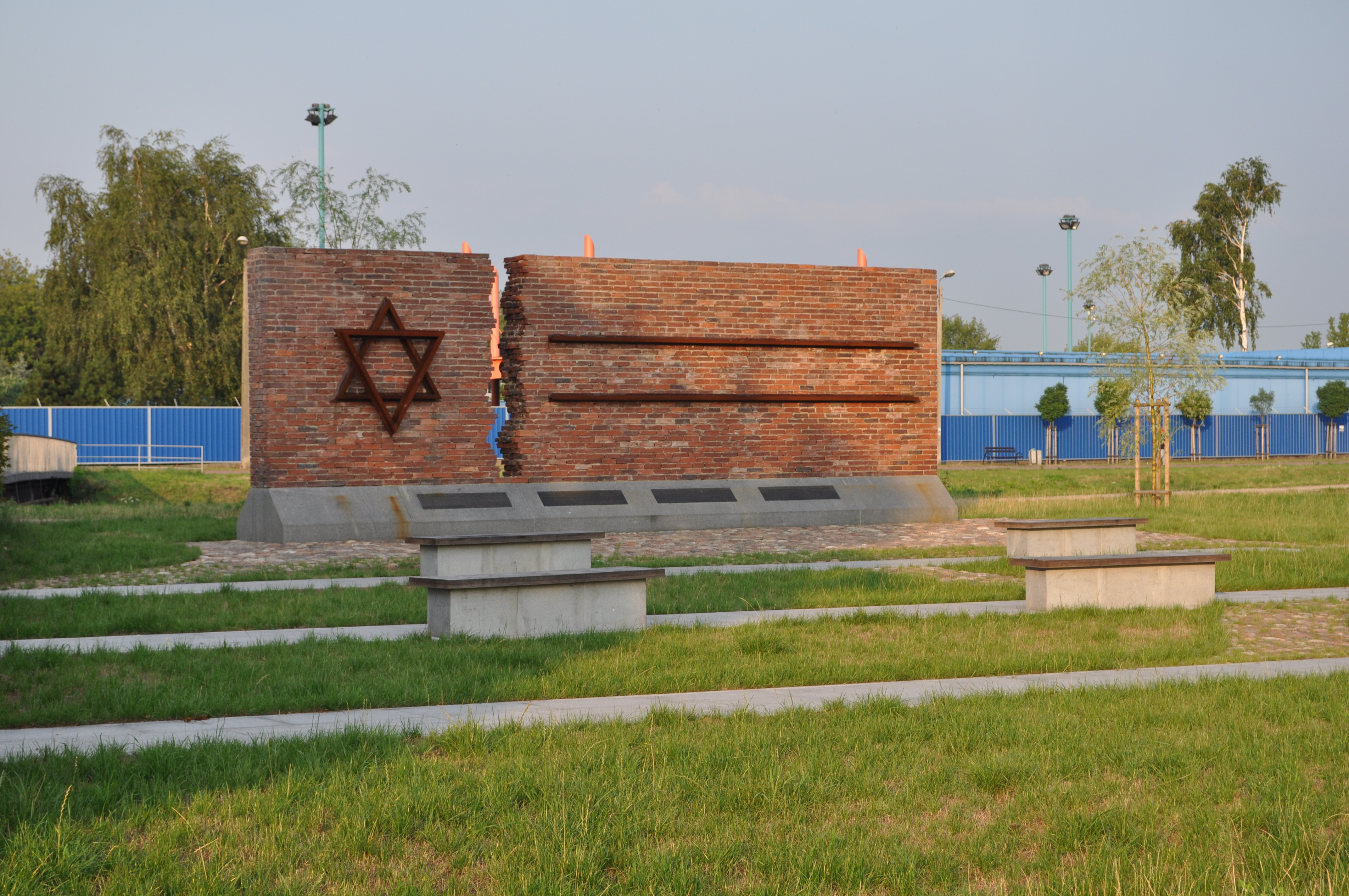
Pomnik ofiar częstochowskiego getta przy ul. Strażackiej

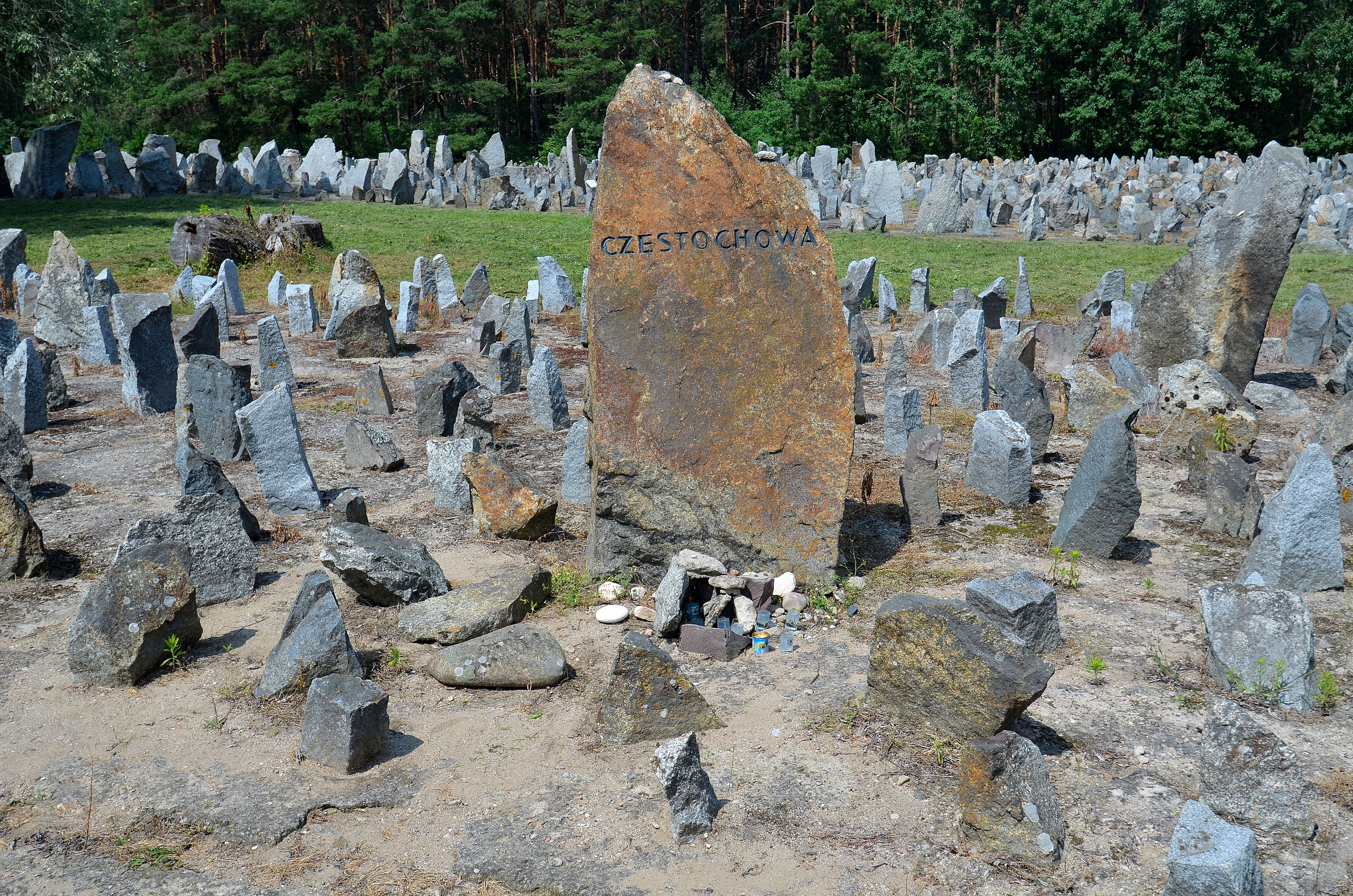
Pomnik Ofiar Obozu Zagłady w Treblince. Kamień upamiętniający Żydów z Częstochowy

Getto w Częstochowie (niem. Ghetto Tschenstochau; jidysz טשענסטאָכאָווער געטאָ; Czenstochower geto) – getto żydowskie utworzone 9 kwietnia 1941, na mocy rozporządzenia wydanego dwa dni wcześniej przez stadthauptmanna Richarda Wendlera, którego obszar ograniczały: od północy ulice Kawia, Kiedrzyńska i Jaskrowska, od południa ulice Fabryczna (obecnie Mielczarskiego), Narutowicza (obecnie Krakowska) i Strażacka, od wschodu rzeka Warta, a od zachodu tory kolejowe. Obejmowało więc wschodni obszar centrum miasta w dużej części pokrywający się z terytorium przedwojennej dzielnicy żydowskiej.

## Opis
Mieszkańcami getta byli Żydzi z Częstochowy, z pobliskich miejscowości (Krzepice, Olsztyn, Mstów, Janów, Przyrów), których deportacje na teren getta nasiliły się od maja 1942, oraz wysiedleńcy z terenów wcielonych do Rzeszy, głównie z Płocka i Łodzi. Dokładna liczba ludności getta jest trudna do ustalenia. W początkowym okresie jego istnienia wynosiła blisko 40 tys., w okresie szczytowym (przed likwidacją) 48 tys.
Żydzi z getta pracowali w przemyśle zbrojeniowym, głównie w budynku przy ul. Krótkiej 16 (pierwotnie fabryka „Metalurgia”).
Likwidacja getta rozpoczęła się 22 września 1942 (dzień po święcie Jom Kipur), zakończyła się w nocy z 7 na 8 października. Akcję prowadzili Niemcy wraz z Ukraińcami i Łotyszami pod dowództwem kapitana Ordnungspolizei Paula Degenhardta. Miejscem koncentracji i selekcji stał się plac Daszyńskiego. W wyniku działań hitlerowców do obozu zagłady w Treblince trafiło 40 tys. osób, na miejscu rozstrzelano 2 tys. (pochowano ich w dołach mogilnych przy ul. Kawiej). W okresie likwidacji getta odnotowano wiele udanych ucieczek. Pozostałych przy życiu Żydów (ok. 5–6 tys.) osadzono w „małym getcie” ograniczonym: od północy ul. Jaskrowską, od południa ul. Mostową, od zachodu chodnikiem ul. Senatorskiej, a od wschodu ul. Nadrzeczną.
Mieszkańcy „małego getta” pracowali w fabrykach przemysłu zbrojeniowego Hasag oraz w warsztatach rzemieślniczych. 4 stycznia 1943 urządzono łapankę i dokonano egzekucji 25 osób na Rynku Warszawskim (obecnie plac Bohaterów Getta). 300 osób wysłano wówczas do żydowskiej wsi (wtórnego getta) w Radomsku. W marcu 1943 hitlerowcy ujęli sześciu młodych partyzantów i zamordowali ich na cmentarzu żydowskim. 20 marca, w ramach tzw. akcji purimowej, podstępem zgromadzono na Rynku Warszawskim 127 osób, które natychmiast przewieziono na kirkut i stracono.
W „małym getcie” silnie widoczna była działalność podziemia. Kierowali nim dr Adam Wolberg oraz Mordechaj Zylberberg (Zilberberg), który popełnił samobójstwo 25 czerwca 1943 r., gdy Niemcy przypuścili decydujący szturm na getto i uderzyli na schrony przy ul. Nadrzecznej – doszło wtedy do samoobrony mieszkańców getta określanej też jako powstanie w getcie częstochowskim. Dzień później odbyła się selekcja na Rynku Warszawskim. Niektórych zabijano na miejscu, innych na cmentarzu. Z końcem czerwca 1943 „małe getto” przestało istnieć.
Pozostałe 3,9 tys. Żydów osadzono w częstochowskich zakładach koncernu Hasag: Apparatebau (fabryka „Peltzery”, później „1 Maja”, „Wełnopol”), Warthewerk (fabryka „Warta”) oraz Eisenhütte (Huta Częstochowa). Największy był pierwszy z nich, w którym wprowadzono regulamin taki jak w obozach koncentracyjnych. 20 lipca 1943, po dokonaniu selekcji, 400 osób zamordowano na cmentarzu żydowskim. W ostatnich miesiącach wojny liczba Żydów w Hasagach wzrosła do 10 tys. wskutek przywozu więźniów z getta łódzkiego oraz obozów pracy na ziemi kieleckiej i radomskiej (głównie ze Skarżyska-Kamiennej). W pierwszej połowie stycznia 1945 wywieziono do obozów koncentracyjnych w Rzeszy około połowę Żydów więzionych w częstochowskich obozach pracy.
Obozy Hasagu wyzwolono 17 stycznia 1945. Ocalało z nich 5200 Żydów, w tym 1518 częstochowian.
Ślady wspomnień z częstochowskiego getta można odnaleźć w utworach Irit Amiel (Osmaleni), Jerzego Einhorna (Wybrany, aby żyć) i Ity Dimant (Moja cząstka życia).
24 maja 1966 w ówczesnym RFN zakończył się wydaniem wyroku dożywocia proces kapitana Schutzpolizei Paula Degenhardta (ur. 5 stycznia 1895 w Landeshut na Śląsku), oskarżonego o wielokrotne morderstwa na terenie getta w Częstochowie.

## Upamiętnienie
- W październiku 2009 przy ul. Strażackiej odsłonięto pomnik ofiar częstochowskiego getta zaprojektowany przez Samuela Willenberga.
- Ofiary getta są upamiętnione na cmentarzu żydowskim w Częstochowie.
- Częstochowscy Żydzi zostali upamiętnieni jednym z kamieni, stanowiących element pomnika Ofiar Obozu Zagłady w Treblince[2].